# Académie libanaise des beaux-arts
L'Académie libanaise des beaux-arts (ALBA) est une institution libanaise, constituant aujourd'hui une faculté de l'université de Balamand.
Fondée en 1937, l’Académie libanaise des beaux-arts, est la première institution nationale pour l’enseignement supérieur. En 1944 elle a été reconnue d'utilité publique. De 1937 à 1959, l'Académie a regroupé l'École de musique, l'École de peinture et de sculpture, l'École d’architecture, l'École de droit, l'École de sciences politiques et économiques, l'École des lettres et l'École des arts décoratifs.
Depuis 1959 l'ALBA se consacre à l’enseignement des beaux-arts. Elle dispense actuellement une formation artistique pluri-disciplinaire par le biais de ses différentes écoles :
- L'École d’architecture
- L'École des arts visuels
- L'École des arts décoratifs : qui comprend les sections d’Architecture d'intérieur, de Design, et de Publicité
- L'École de cinéma et de réalisation audiovisuelle
- L'Institut d'urbanisme
- L'École de mode

## Historique: Alexis Boutros, le fondateur de l'ALBA
Alexis Boutros a longtemps rêvé de créer une institution qui donnerait à la jeunesse libanaise la possibilité d’épanouir ses dons artistiques. Sa volonté inébranlable est le point de départ de l’aventure, née en 1937 sous le nom d’Association des musiciens amateurs (AMA), et qui s’est développée par la suite pour devenir l’Académie libanaise des beaux-arts, première institution nationale pour l'enseignement supérieur au Liban. Passionné par la musique, excellent violoncelliste lui-même, cet ingénieur efficace et ambitieux met sur pied un orchestre et une chorale composés d’amateurs, dont il est le chef d’orchestre : cet ensemble se produira au Liban et dans les pays avoisinants, acclamé par un public sans cesse plus nombreux et enthousiaste.
Sur sa lancée, Alexis Boutros élargit encore le champ de ses ambitions et, en 1943, au moment où le Liban cherche à unir tous ses fils sous une même bannière afin d’obtenir, puis de sceller son indépendance, il fonde une École d'art, dont il estime qu'elle peut et doit jouer un rôle très important, et devenir l'un des creusets de l'unité nationale. Pour Alexis Boutros, il s'agit « d’une révolution culturelle qui a montré aux libanais leurs responsabilités et leurs possibilités…» L’Alba est née : dès 1944, elle est reconnue d’utilité publique, ses diplômes sont décernés par le Ministère de l'Éducation nationale.
Alexis Boutros dirigera l'Alba jusqu’à sa mort, en décembre 1979 : ce visionnaire, dont la ténacité et l’intelligence ne peuvent qu’être soulignées, a sans aucun doute été pris pour exemple par l'État libanais, lancé quelques années plus tard dans le grand chantier de l’édification de l'université libanaise.

## L'ALBA en quelques dates
(septembre 2018).
Fondée il y a plus de soixante ans[Quand ?] par Alexis Boutros, l’Académie libanaise des beaux-arts (ALBA) est la première institution nationale pour l'enseignement supérieur au Liban. À l'origine, elle proposait un enseignement diversifié, incluant la peinture, l’architecture et la musique, mais aussi les sciences politiques et économiques, le droit et les lettres. Depuis 1959, elle se consacre exclusivement aux beaux-arts.
L’histoire de l’ALBA remonte à 1937, lorsque Alexis Boutros, à la tête d’un groupe de musiciens, crée l’Association des musiciens amateurs (AMA) sous l’égide du ministère de l’Éducation nationale. Quelques années plus tard, en 1943, l’Académie libanaise des beaux-arts voit officiellement le jour en intégrant l’École de musique, l’École d’architecture et l’École de peinture. Dès 1944, elle est reconnue d’utilité publique, ce qui permet à ses diplômes d’être délivrés sous l’autorité du ministère de l’Éducation nationale. L’institution continue de se structurer avec, en 1946, l’ouverture d’un atelier de sculpture au sein de l’École de peinture.
L’ALBA poursuit son développement au fil des décennies. En 1961, elle inaugure l’École des arts décoratifs et propose une spécialisation en architecture d’intérieur. Quelques années plus tard, en 1975, elle élargit son offre avec la création de la section Publicité - Arts graphiques. Le décès d’Alexis Boutros en 1979 marque un tournant pour l’institution, qui voit Georges Haddad lui succéder au poste de doyen. Les années 1980 sont marquées par d’importants changements : en 1986, l’École de peinture réforme ses programmes et devient l’École des arts plastiques, tandis qu’en 1987, l’École de cinéma et de réalisation audiovisuelle voit le jour.
L’année 1988 constitue une étape clé dans l’histoire de l’ALBA, qui rejoint l’université de Balamand. Cette période est également marquée par l’établissement de nombreux partenariats avec des écoles nationales supérieures d’art en France. Tout au long des années 1990, ces collaborations se multiplient, notamment avec la Fondation européenne pour les métiers de l’image et du son (FEMIS) et plusieurs institutions parisiennes, telles que l’École Duperré, l’ENSAAMA ou encore l’ENSBA. En 1994, l’ALBA étend encore son offre en créant l’Institut d’urbanisme et en établissant un partenariat avec l’Institut français d’urbanisme de Marne-la-Vallée, bientôt suivi d’un accord avec l’Université François Rabelais de Tours en 1996.
Les années suivantes voient l’apparition de nouvelles spécialisations, comme la restauration d’icônes en 1997 et le design de mobilier en 1999. À partir des années 2000, l’ALBA adapte son enseignement aux évolutions du secteur en introduisant des licences spécialisées en conception assistée par ordinateur, multimédia, illustration, bande dessinée et animation 2D/3D. En parallèle, elle renforce ses collaborations internationales, notamment avec l’École nationale supérieure Louis-Lumière et l’Académie des beaux-arts de Saint-Pétersbourg en 2001.
En 2004, l’ALBA modernise son système éducatif en adoptant le système européen de transfert de crédits (ECTS) et en lançant plusieurs mastères dans les domaines de la production cinématographique et audiovisuelle, de la réalisation TV et de la réalisation cinématographique. Cette année marque également l’homologation des diplômes de l’École des arts plastiques et arts appliqués par le ministère français de la Culture et de la Communication, consolidant la reconnaissance internationale de l’institution.
Poursuivant son expansion, l’ALBA crée en 2005 un pôle Impression/Édition et introduit trois nouveaux masters en arts visuels : Nouveaux Médias, Arts Plastiques et Arts Appliqués. Les partenariats académiques continuent de se multiplier avec des institutions comme l’École Estienne, l’École d’Architecture Paris Val de Seine et l’École Supérieure d’Architecture de Marseille. La coopération internationale s’intensifie encore en 2007 avec des collaborations avec l’École Supérieure d’Architecture La Villette, la Faculté d’Architecture de Sarajevo et la municipalité de Zouk, où l’Institut d’Urbanisme de l’ALBA (IUA) crée MAJAL, un espace destiné à la recherche et à la formation en urbanisme.
En 2009, l’ALBA perd son doyen Georges Haddad, remplacé par André Bekhazi. Deux ans plus tard, l’École des arts plastiques et arts appliqués devient l’École des arts visuels, marquant une nouvelle évolution dans son approche pédagogique. Cette période est également marquée par la création de la première formation doctorale en urbanisme au Liban, fruit d’une collaboration entre l’Institut d’Urbanisme de l’ALBA et l’Université de Paris-Est Marne-la-Vallée.
Grâce à ces nombreuses initiatives, l’ALBA s’est imposée comme un acteur majeur de l’enseignement artistique et architectural au Liban, avec une influence qui dépasse largement les frontières nationales.

## Les principes d'enseignement de l'ALBA
L’ALBA dispense une formation artistique pluridisciplinaire dont les maîtres mots sont la polyvalence, la créativité, l’accompagnement personnalisé, le travail sur projets et l’excellence. Les cursus d’études de l’ALBA ciblent une approche polyvalente des langages artistiques. L’objectif est de permettre aux étudiants de maîtriser tous les outils susceptibles de stimuler leur créativité. De nombreux diplômés de l’ALBA, devenus précurseurs dans leur discipline, représentent d’ailleurs le Liban lors de manifestations internationales et voient leurs œuvres primées.
Dans toutes les Écoles de l’ALBA, les classes pratiques sont à dimension humaine (8 à 25 étudiants en moyenne), ce qui permet aux étudiants de bénéficier d’un accompagnement personnalisé de la part des enseignants. Les enseignements dispensés à l’ALBA le sont toujours par des professionnels réputés dans leur discipline, qu’ils soient libanais ou qu’il s’agisse d’intervenants venus de l’étranger. De même, de nombreuses conventions de partenariats ont été signées avec des écoles d’art françaises parmi les plus réputées, grâce auxquelles les enseignants de ces écoles viennent animer des séminaires et monter des projets artistiques à l’ALBA.

## Étudiants
- Nadim Asfar
- Rayess Bek
- Fouad Jawhar
- Rudy Rahmé

## Enseignants
- Krikor Agopian
- Alain Tasso